# Buchenegg (Oberstaufen)
Buchenegg (mundartlich: Buǝchǝnek, uf Buǝchǝnek num) ist ein Gemeindeteil der Marktgemeinde Oberstaufen im bayerisch-schwäbischen Landkreis Oberallgäu.

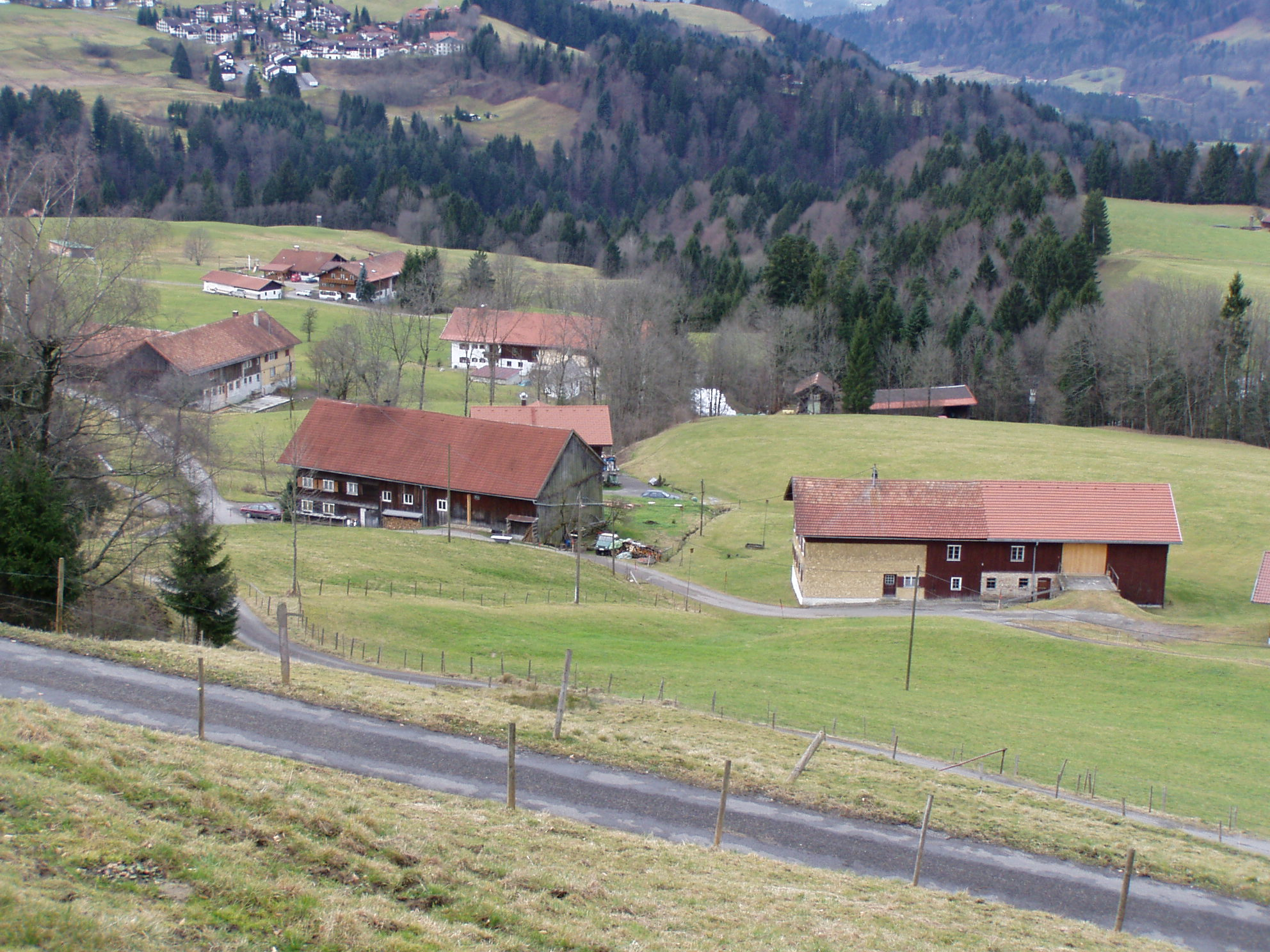
Buchenegg von Osten (2002)

## Geographie

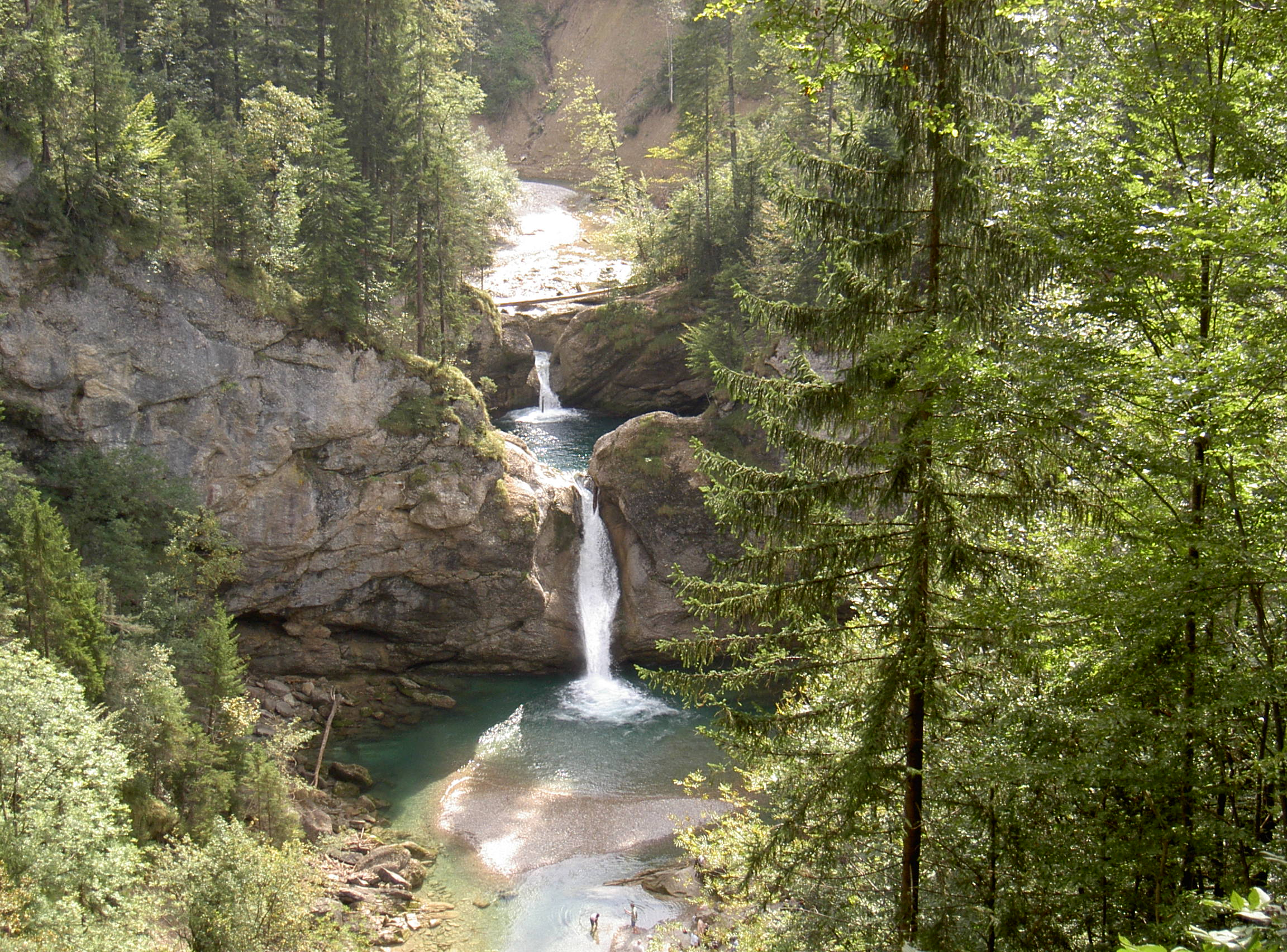
Buchenegger Wasserfälle

Der Weiler liegt circa 2,5 Kilometer südöstlich des Hauptorts Oberstaufen. Südöstlich von Buchenegg liegen die Buchenegger Wasserfälle, östlich der Hündlekopf. Südlich und östlich von Buchenegg fließt die Weißach.

## Ortsname
Der Ortsname setzt sich aus dem frühneuhochdeutschen Grundwort ecke für Ecke, Kante, Winkel sowie dem ebenfalls frühneuhochdeutschen Adjektiv buchen für aus Buchenholz zusammen und bedeutet (Siedlung am) Winkel, der mit Buchen bestanden ist.

## Geschichte
Buchenegg wurde erstmals urkundlich im Jahr 1550 in Zusammenhang mit einem Konrad Heß als Buechenegk, Buchenegg und Buochenegg erwähnt. 1772 fand die Vereinödung des Ortes statt. Die heutige Marienkapelle wurde im 18. Jahrhundert erbaut. Zwischen 1818 und 1831 wurde Buchenegg von Thalkirchdorf nach Oberstaufen umgemeindet.

## Baudenkmäler
- Siehe: Liste der Baudenkmäler in Buchenegg

## Persönlichkeiten
- Fidelis Bentele (1905–1987), Bildhauer